# Megalomys curazensis
Megalomys curazensis és una espècie extinta de rosegador de la família dels cricètids. Visqué durant el Plistocè a l'illa caribenya de Curaçao. Forma part del gènere Megalomys, que també inclou espècies d'altres illes de l'arxipèlag de les Petites Antilles. És conegut a partir de restes fòssils abundants però fragmentàries que s'han trobat arreu de l'illa.